# La Membrolle-sur-Longuenée
Ne doit pas être confondu avec La Membrolle-sur-Choisille.
La Membrolle-sur-Longuenée est une ancienne commune française située dans le département de Maine-et-Loire, en région Pays de la Loire devenue le 1er janvier 2016, une commune déléguée de la commune nouvelle de Longuenée-en-Anjou.

## Géographie

### Localisation
La Membrolle-sur-Longuenée est une commune résidentielle de Maine-et-Loire située à 13 km d'Angers ; 20 km de Segré ; 30 km de Château-Gontier ; 57 km de Laval ; 76 km de Nantes ; 81 km du Mans, 97 km de Rennes et 266 km de Paris (distances orthodromiques).
Par la route, elle se trouve aussi à mi-chemin, à 9 km au nord-ouest d'Avrillé et au sud-est du Lion-d'Angers, ainsi qu'à 6 km de Montreuil-Juigné. Le centre commercial L'Atoll à Beaucouzé, le plus important du Grand Ouest, se situe à environ 10 km de la commune.
La route départementale 775 reliant Angers à Rennes, qui traverse la commune, permet de se rendre de La Membrolle au centre-ville d'Angers en 15 minutes, du quartier des Hauts de Saint-Aubin et du centre commercial L'Atoll en 10 minutes.

### Géographie physique
Le territoire de la commune, relativement restreint, prend la forme d'une bande de plus ou moins 6,3 km de long pour 1 à 2 km de large, étiré de l'ouest-sud-ouest à l'est-nord-est. La rivière la Mayenne, venant de la commune de Pruillé, marque la limite nord-est de son territoire avec la commune de Feneu, puis entre dans la commune de Montreuil-Juigné. La majorité du territoire communal est dans le bassin versant d'un petit ruisseau affluent direct de la Mayenne, le Choiseau, qui traverse le territoire communal, de sa source à son embouchure. Ce territoire se trouve partagé entre les unités paysagères du plateau du Segréen et des plateaux du Haut Anjou.

Vue panoramique sur le bourg, l'église, et les nouveaux quartiers.

Le bourg ancien est un village-rue qui s'est développé sur 650 m le long de la route joignant Angers au Lion-d'Angers (aujourd'hui D 775) sur un axe du sud-est au nord-ouest. Une partie de cette ancienne agglomération n'appartient pas à la commune (quartier du Tertre, commune de Pruillé). Des quartiers plus récents (années 1960 et 70) se sont ensuite développés au sud-ouest de ce vieux bourg, entre celui-ci et l'ancienne voie ferrée reliant Angers à Segré. D'autres quartiers se sont ensuite développés à l'est du bourg (années 1980 et 90), puis de nouveau à l'ouest (années 2000), donnant aujourd'hui à l'agglomération, qu'à présent la route contourne, une forme plus ronde (1,3 × 0,9 km).

## Urbanisme

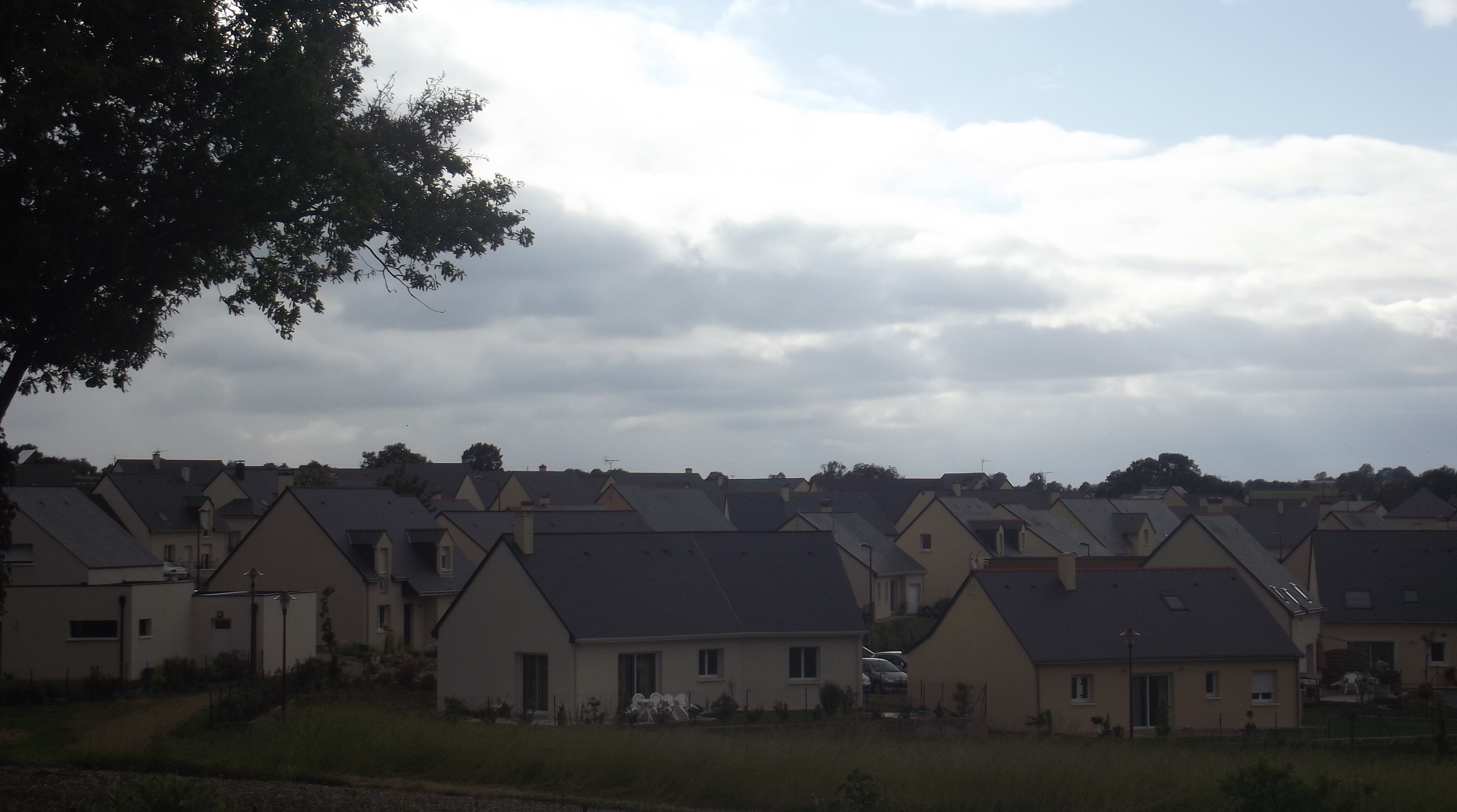
Vue du domaine des Chênes dans sa phase dite n° I.

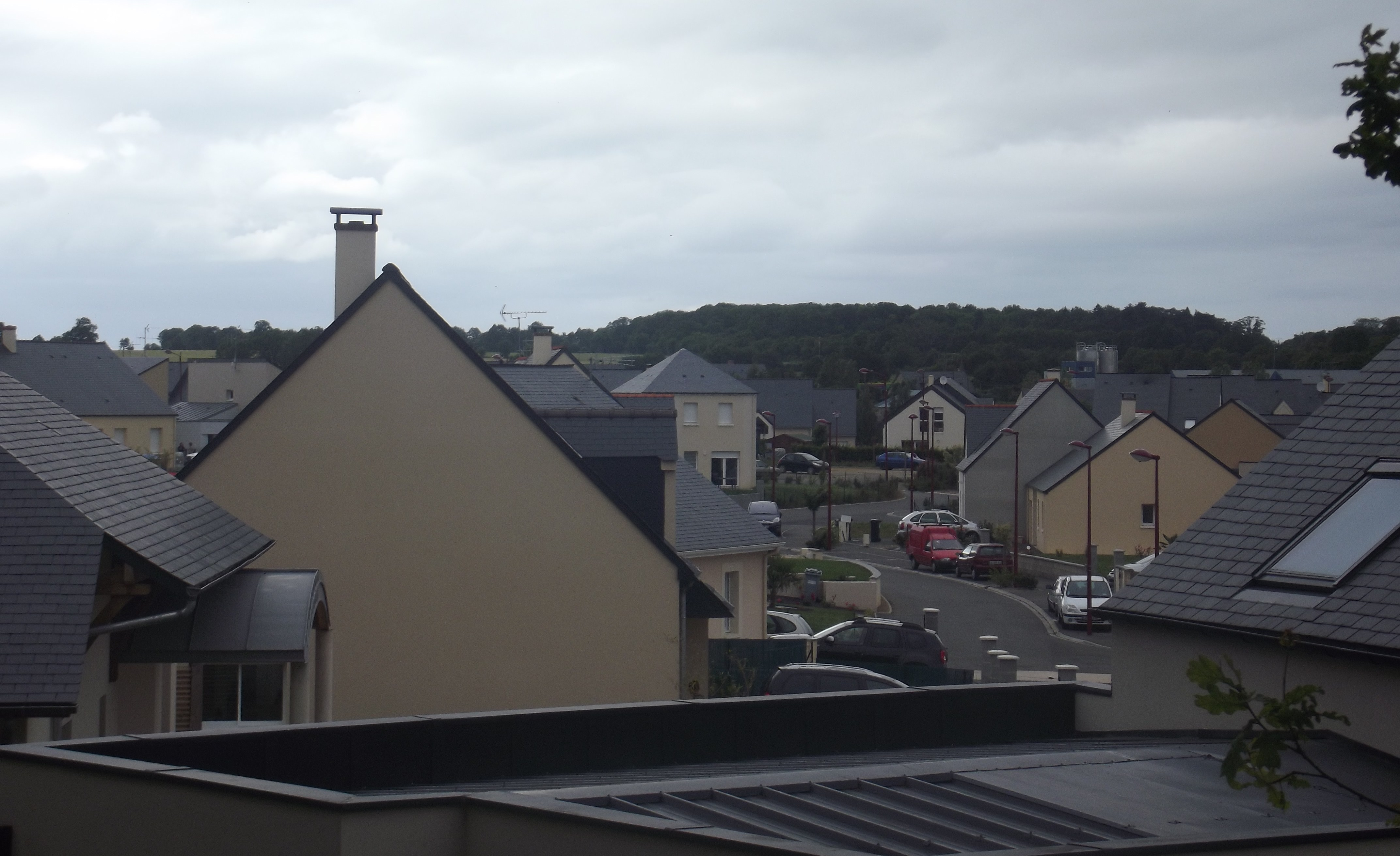
Vue du domaine des Chênes dans sa phase dite n° I.

Depuis 2008, La Membrolle a fait l'objet d'un nouvel aménagement urbain avec la réalisation du lotissement Le domaine des Chênes, avec 130 habitations construites.
Un projet de la réalisation de la ZAC du domaine des chênes dans sa phase dite n° II est en cours de réalisation. Avec près de 260 logements répartis sur 12,5 hectares, ce lotissement terminera au nord et au sud de la route de Saint-Clément-de-la-Place, la tranche déjà tracée qui correspond au "domaine des Chênes" dans sa phase dite n° I.
Les nombreuses arrivées d'acquéreurs sur la commune vient de sa proximité avec Angers, grâce à l'accès direct par la route départementale 775 ; 2x2 voies qui relie La Membrolle à Angers en 15 minutes. Le prix moyen au mètre carré est de 1560 €/m² pour La Membrolle-sur-Longuenée, pour un prix sur les communes environnantes de 2108 €/m² à Cantenay-Epinard et Montreuil-Juigné. La Membrolle-sur-Longuenée affiche le prix moyen au mètre carré le plus bas de l'Agglomération d'Angers Loire Métropole.

## Toponymie
Le nom propre Longuenée ne désigne pas un cours d'eau mais la forêt de Longuenée où la commune détient 82 hectares.

## Histoire
La commune a changé de nom en 1920, La Membrolle devenant La Membrolle-sur-Longuenée.
Le 6 juillet 1943, à La Membrolle-sur-Longuenée, Julien Alix, le père, cultivateur et son fils Gabriel, ouvrier agricole, tous deux résistants FTP accusés de terrorisme sont arrêtés (ainsi que la mère et épouse : Marie Alix, qui est déportée à Buchenvald) par la Gestapo et la police française au lieu-dit La Perottière ou à la Purotière. Le 13 décembre 1943 après une parodie de procès, ils sont fusillés avec quatre instituteurs au champ de tir situé dans la clairière de Belle-Beille, dans le parc de la Garenne à Angers,.

## Politique et administration

### Administration municipale

#### Administration actuelle
Depuis le 1er janvier 2016, La Membrolle-sur-Longuenée constitue une commune déléguée au sein de la commune nouvelle de Longuenée-en-Anjou et dispose d'un maire délégué.
| Période      | Période  | Identité      | Étiquette | Qualité |
| ------------ | -------- | ------------- | --------- | ------- |
| janvier 2016 | En cours | Claude Guérin |           |         |

#### Administration ancienne
| Période                                  | Période              | Identité           | Étiquette | Qualité |
| ---------------------------------------- | -------------------- | ------------------ | --------- | --- |
| Les données manquantes sont à compléter. |                      |                    |           | |
| 1856                                     | ?                    | Alexandre Richou   |           | Propriétaire du château et de la minoterie de la Roussière |
| Les données manquantes sont à compléter. |                      |                    |           | |
| 1900                                     | février 1937 (décès) | Louis Jamin-Richou |           | Président de la commission des Ardoisières d'Angers Vice-président de la Chambre de commerce d'Angers Chevalier de la Légion d'honneur |
| 1937                                     | 1967                 | Louis Jamin        |           | Chef d'entreprise à Rennes Chevalier de la Légion d'honneur, Croix de guerre 1914-1918 |
| 1967                                     | juin 1995            | Raymond Maitreheu  |           | Maire honoraire |
| juin 1995                                | mars 2014            | Jean-Louis Gascoin | DVG       | Directeur de la fédération régionale des MFR Vice-président d'Angers Loire Métropole (2001 → 2014) Vice-président du Syndicat mixte de la région angevine (2008 → 2014) Secrétaire de l'association du Pays Loire-Angers (? → 2014) Président de l'Agence d'urbanisme de la région angevine (2008 → 2014) |
| mars 2014                                | décembre 2015        | Claude Guérin      |           | Technicien environnement retraité |

### Jumelage et partenariat
La commune adhère à l'association des Membrolle de France regroupant trois communes intégrant Membrolle(s) dans leur nom : La Membrolle-sur-Choisille (Indre-et-Loire), Membrolles (Loir-et-Cher) et La Membrolle-sur-Longuenée.

### Ancienne situation administrative

#### Intercommunalité
Elle faisait partie depuis 2001 des trente-trois communes d'Angers Loire Métropole, elle-même membre du syndicat mixte Pôle métropolitain Loire Angers. Le 1er janvier 2016, l'intercommunalité devient la communauté urbaine Angers Loire Métropole.
Les syndicats intercommunaux Syndicat Brionneau-Mayenne et SIVM de Longuenée sont dissous du fait de la création de Longuenée-en-Anjou.

#### Autres circonscriptions
Jusqu'en mars 2015, La Membrolle-sur-Longuenée faisait partie du canton d'Angers-Nord et de l'arrondissement d'Angers. Ce canton compte alors six communes et une fraction d'Angers. C'est l'un des quarante-et-un cantons que compte le département ; circonscriptions électorales servant à l'élection des conseillers généraux, membres du conseil général du département. Dans le cadre de la réforme territoriale, un nouveau découpage territorial pour le département de Maine-et-Loire est défini par le décret du 26 février 2014. La commune, toujours au sein de l'arrondissement d'Angers, est alors rattachée au canton d'Angers-4, avec une entrée en vigueur au renouvellement des assemblées départementales de 2015.

## Population et société

### Évolution démographique
L'évolution du nombre d'habitants est connue à travers les recensements de la population effectués dans la commune depuis 1793. À partir du 1er janvier 2009, les populations légales des communes sont publiées annuellement dans le cadre d'un recensement qui repose désormais sur une collecte d'information annuelle, concernant successivement tous les territoires communaux au cours d'une période de cinq ans. 
Pour les communes de moins de 10 000 habitants, une enquête de recensement portant sur toute la population est réalisée tous les cinq ans, les populations légales des années intermédiaires étant quant à elles estimées par interpolation ou extrapolation. Pour la commune, le premier recensement exhaustif entrant dans le cadre du nouveau dispositif a été réalisé en 2007,.
En 2013, la commune comptait 2 027 habitants, en évolution de +14,33 % par rapport à 2008 (Maine-et-Loire : +3,3 %, France hors Mayotte : +2,49 %).
| 1793 | 1800 | 1806 | 1821 | 1831 | 1836 | 1841 | 1846 | 1851 |
| ---- | ---- | ---- | ---- | ---- | ---- | ---- | ---- | ---- |
| 815  | 349  | 366  | 486  | 572  | 535  | 565  | 568  | 627  |

| 1856 | 1861 | 1866 | 1872 | 1876 | 1881 | 1886 | 1891 | 1896 |
| ---- | ---- | ---- | ---- | ---- | ---- | ---- | ---- | ---- |
| 603  | 632  | 620  | 563  | 593  | 567  | 547  | 560  | 560  |

| 1901 | 1906 | 1911 | 1921 | 1926 | 1931 | 1936 | 1946 | 1954 |
| ---- | ---- | ---- | ---- | ---- | ---- | ---- | ---- | ---- |
| 538  | 528  | 537  | 460  | 456  | 481  | 433  | 474  | 492  |

| 1962 | 1968 | 1975 | 1982  | 1990  | 1999  | 2007  | 2012  | 2013  |
| ---- | ---- | ---- | ----- | ----- | ----- | ----- | ----- | ----- |
| 461  | 567  | 659  | 1 058 | 1 408 | 1 453 | 1 684 | 2 012 | 2 027 |

### Pyramide des âges
La population de la commune est relativement jeune. Le taux de personnes d'un âge supérieur à 60 ans (13,7 %) est en effet inférieur au taux national (21,8 %) et au taux départemental (21,4 %).
Contrairement aux répartitions nationale et départementale, la population masculine de la commune est supérieure à la population féminine (50,6 % contre 48,7 % au niveau national et 48,9 % au niveau départemental).
La répartition de la population de la commune par tranches d'âge est, en 2008, la suivante :
- 50,6 % d’hommes (0 à 14 ans = 23,5 %, 15 à 29 ans = 16,9 %, 30 à 44 ans = 27 %, 45 à 59 ans = 19,2 %, plus de 60 ans = 13,4 %) ;
- 49,4 % de femmes (0 à 14 ans = 22,7 %, 15 à 29 ans = 19,2 %, 30 à 44 ans = 24,3 %, 45 à 59 ans = 19,7 %, plus de 60 ans = 14 %).

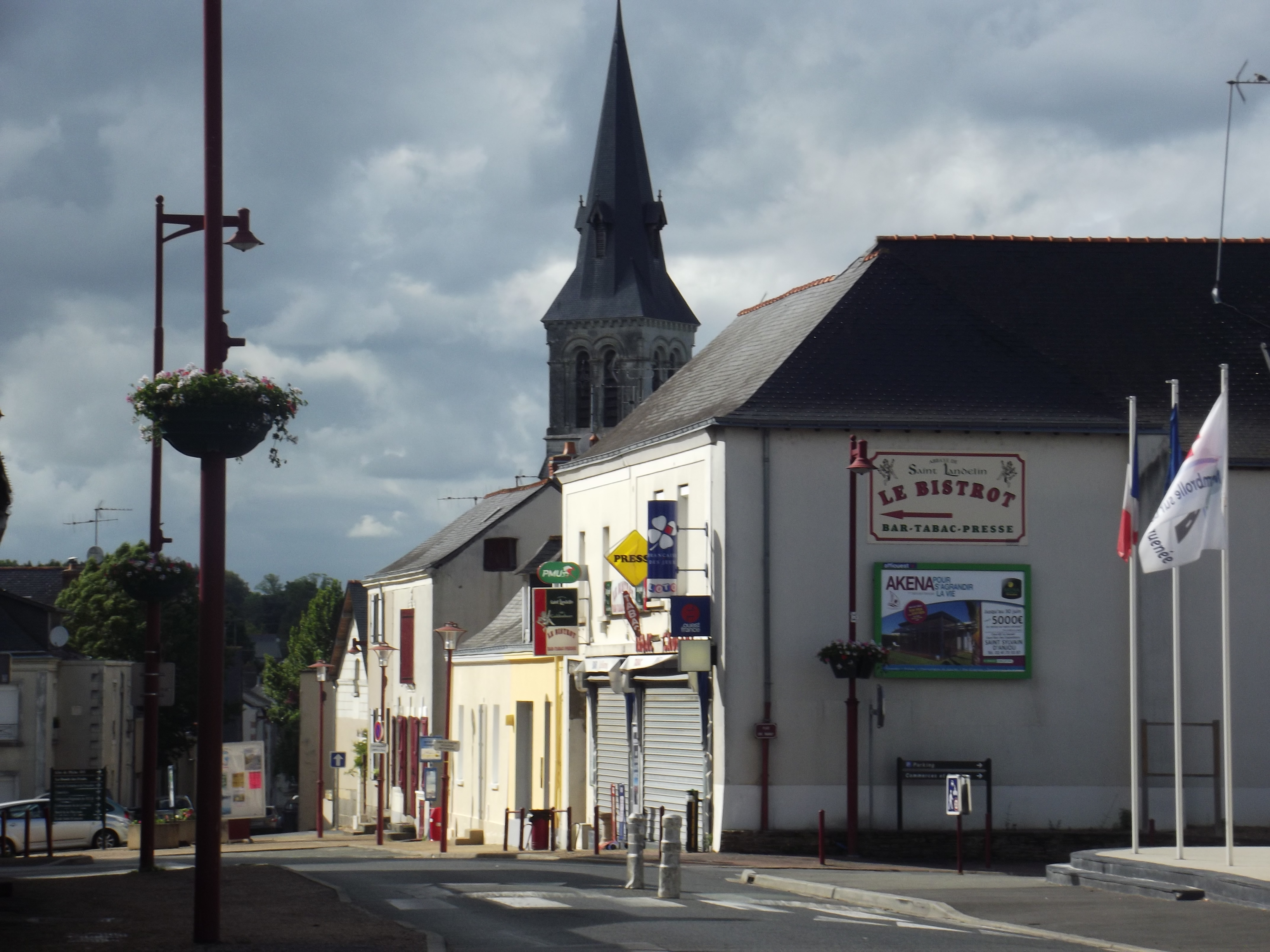
Le centre-bourg, un dimanche.

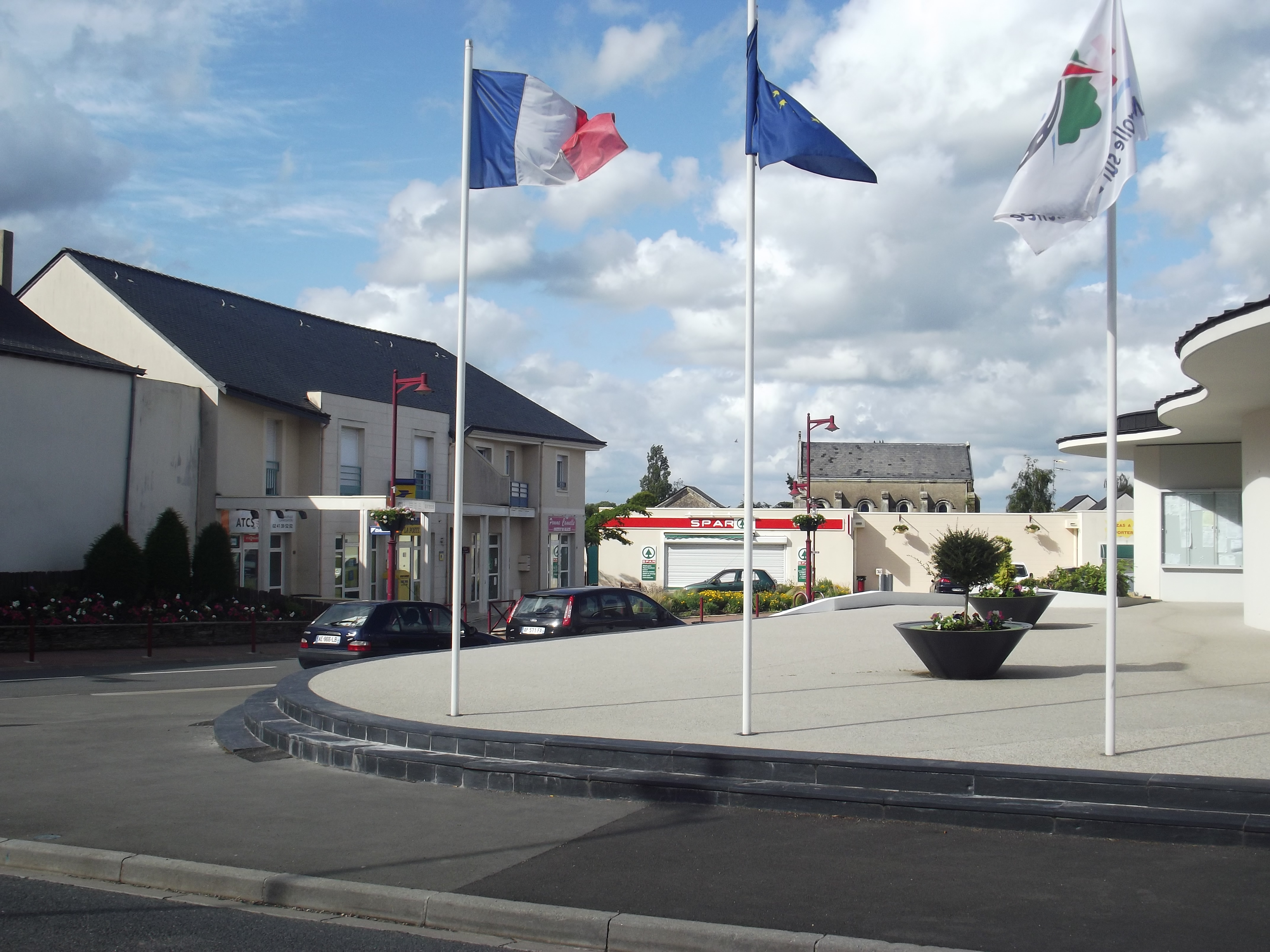
La place Eric Tabarly et le parvis de la mairie.

| Hommes | Classe d’âge | Femmes |
| ------ | ------------ | ------ |
| 0,1    | 90 ans ou +  | 0,2    |
| 3,2    | 75 à 89 ans  | 4,3    |
| 10,1   | 60 à 74 ans  | 9,5    |
| 19,2   | 45 à 59 ans  | 19,7   |
| 27,0   | 30 à 44 ans  | 24,3   |
| 16,9   | 15 à 29 ans  | 19,2   |
| 23,5   | 0 à 14 ans   | 22,7   |

| Hommes | Classe d’âge | Femmes |
| ------ | ------------ | ------ |
| 0,4    | 90 ans ou +  | 1,1    |
| 6,3    | 75 à 89 ans  | 9,5    |
| 12,1   | 60 à 74 ans  | 13,1   |
| 20,0   | 45 à 59 ans  | 19,4   |
| 20,3   | 30 à 44 ans  | 19,3   |
| 20,2   | 15 à 29 ans  | 18,9   |
| 20,7   | 0 à 14 ans   | 18,7   |

### Transports
La commune est desservie par le réseau de transports en commun angevins IRIGO :
- Ligne de bus 39: La Membrolle-sur-Longuenée <> Avrillé <> Angers.
- Ligne de bus JZ3: La Membrolle-sur-Longuenée <> Collège Jean Zay / Montreuil-Juigné.

Le terminus (station Ardenne) de la ligne A du tramway d'Angers, située à l'entrée nord d'Avrillé est à environ 9 km de La Membrolle.

## Économie

### Tissu économique
Sur 96 établissements présents sur la commune à fin 2010, 13 % relevaient du secteur de l'agriculture, pour une moyenne de 17 % sur le département ; 9 % du secteur de l'industrie ; 14 % du secteur de la construction ; 46 % de celui du commerce et des services et 19 % du secteur de l'administration et de la santé.

### Zone d'activité
Le parc d'activités Angers-La Membrolle, à vocation industrielle, regroupe la zone la Chevalerie- La Membrolle et la zone la Chevalerie -Le Plessis Macé. Il comprend quatre entreprises qui sont une menuiserie ; un constructeur de camping-cars ; un fabricant d'appareils d'éclairage électrique et un traiteur.

### Agriculture
On trouve sur la commune plusieurs exploitations de polyculture et d'élevage.

### Commerces
La commune dispose de plusieurs commerces et services qui sont une alimentation générale, une boulangerie-pâtisserie, un tabac-presse, une pharmacie, deux salons de coiffure, des restaurants, etc..

## Culture locale et patrimoine

### Lieux et monuments
- Moulin à eau de la Roussière[28] ;
- La forêt de Longuenée.